# Oak Park (Míchigan)
Oak Park es una ciudad ubicada en el condado de Oakland, en el estado estadounidense de Míchigan. En el Censo de 2010 tenía una población de 29 319 habitantes y una densidad de 2192,12 personas por km².

## Geografía
Oak Park se encuentra ubicada en las coordenadas 42°27′54″N 83°10′56″O / 42.46500, -83.18222. Según la Oficina del Censo de los Estados Unidos, Oak Park tiene una superficie total de 13.37 km², toda ella tierra firme.

## Demografía
Según el censo de 2010, había 29 319 personas residiendo en Oak Park. La densidad de población era de 2192,12 hab./km². De los 29 319 habitantes, Oak Park estaba compuesto por el 37.39% de blancos, el 57.44% eran afroamericanos, el 0.22% eran amerindios, el 1.43% eran asiáticos, el 0.01% eran isleños del Pacífico, el 0.46% eran de otras razas y el 3.05% pertenecían a dos o más razas. Del total de la población el 1.44% eran hispanos o latinos de cualquier raza.